# An Old Fashioned Boy
An Old Fashioned Boy er en amerikansk stumfilm fra 1920 af Jerome Storm.

## Medvirkende
- Charles Ray som David Warrington
- Ethel Shannon som Betty Graves
- Alfred Allen som Dr. Graves
- Wade Boteler som Herbert
- Grace Morse som Sybil
- Gloria Joy som Violet
- Frankie Lee som Herbie
- Hallam Cooley som Fredie
- Virginia Brown